# Paragraf Lex
Paragraf Lex je elektronska pravna baza podataka čiji je distributer privredno društvo Paragraf Lex doo iz Novog Sada.

## Istorijat
Kompanija „Paragraf“ (nekada „Novi Privrednik“) započela je sa radom na približavanju zakonske regulative pravnim i drugim zainteresovanim subjektima još 1996. godine kada je izašao prvi broj časopisa Privrednik. Na stotinak strana zainteresovanoj javnosti su predstavljane najznačajnije novine u propisima sa posebnim osvrtom na njihovu praktičnu primenu. Oblasti od posebnog značaja detaljnije su obrađivane dodatnim priručnicima čiji su autori bili eminentni stručnjaci iz različitih pravno-ekonomskih oblasti:  
1. Svojinske transformacije privrednih društava („Praktikum svojinske transformacije sa modelima akata“ i „Zbirka propisa o proceni vrednosti kapitala, svojinskoj transformaciji i upisu u sudski registar“), („Zakon o preduzećima kroz pitanja i odgovore“, „Zbirka propisa o klasifikaciji delatnosti“);  -
2. Poreza, finansija i računovodstva („Priručnik za praktičnu primenu novog kontnog okvira za preduzeća i druga pravna lica“, „Teorija i analiza bilansa“, „Zbirka propisa o porezima, taksama i naknadama“, „Priručnik za primenu Zakona o porezima“, „Priručnik za kamate i revalorizaciju“), i drugih.

Sam projekat pravne baze proistekao je iz ideje da se regulativa iz različlitih pravnih oblasti, koja je do tada bila prilog časopisu „Privrednik"“ na brži i jednostavniji način učini dostupna korisnicima. Tako je 2001. godine nastala elektronska pravna baza “Paragraf Net” i uspostavljeni su principi na kojima se rad kompanije zasniva i danas. To su sveobuhvatnost, sadržinska povezanost (relacije) i dnevna ažurnost. Ovo omogućava pravnu sigurnost u poslovanju.
U skladu sa trendom digitalizacije podataka list „Privrednik“ (koji je u međuvremenu promenio ime u „Paragraf press“, u skladu sa promenom naziva kompanije) je 2006. godine pridodat bazi u formi elektronskog časopisa u kom se dnevno (umesto ranije dvonedeljno) objavljuju pravno-ekonomske vesti, stručni komentari i odgovori na pitanja korisnika. 

## 
Naredne godine (2007) dolazi do promene vizuelnog identiteta, i novih softverskih rešenja zbog kojih “Paragraf Net” menja ime u Paragraf Lex. Takođe mena i sadržinu: pored standardnih sadržaja neophodnih pre svega pravnicima (propisi, domaća i strana sudska praksa, modeli akata), i osobama koje se bave spoljnom trgovinom (carinska tarifa), poseban akcenat je dat potrebama ljudi koji se bave finansijama. Zbog toga je 2010. godine oformljena još jedna ekonomska redakcija (pored već postojeće pravne), pod čijim okriljem su nastala još dva elektronska časopisa: Poresko-računovodstveni  instruktor, koji se bavi praktičnim aspektom primene finansijskih propisa i Budžetski instruktor, namenjen pre svega institucijama koje se finansiraju iz budžeta bilo kao direktni, bilo kao indirektni korisnici sredstava. 
Već 2011. godine oformljene su još dve redakcije: redakcija časopisa Pravni instruktor, koji je posvećen pravnoj teoriji i praksi i redakcija časopisa Carinski instruktor, koji bliže objašnjava teme koje se odnose na carine, devizno i spoljnotrgovinsko poslovanje, propise i objašnjenja Uprave carina. Dalje, u sadržaj softvera su uključena i dva zasebna programa: kalkulator sudskih taksi i kamatni kalkulator, kao i onlajn baza javnih nabavki. Uz sve navedeno, sadržaj baze čine i bilteni sudske prakse sudova opštih i specijalnih nadležnosti i Registar propisa kojim su obuhvaćeni i propisi (službeno glasilo) beogradskih, niških, sremskih opština  i kao i propisi opštine Kikinda. Kao posebne celine izdvojeni su i drugi podaci korisni za poslovanje: spiskovi pokrenutih postupaka likvidacije i stečaja, zatim, razni statistički pokazatelji (priručnici i praktikumi, itd).
Zbog svoje sveobuhvatnosti, Paragraf Lex ima trenutno preko 13 hiljada korisnika među pravnicima, ekonomistima i ljudima koji se bave spoljnom trgovinom. Iz istog razloga, od 2010. godine spomenuti časopisi Budžetski instruktor i Poresko-računovodstveni instruktor, a od 2011. godine i časopisi Pravni instruktor i Carinski instuktor, izlaze i u štampanom obliku, i dostupni su na tržištu nezavisno od elektronskog izdanja.

## Sadržaj
sadrži preko 300.000 dokumenata čiji se broj konstatno povećava i ažurira u dnevnom režimu  i to:
- Propise (republičke, pokrajinske, gradske i opštinske)
- Službena mišljenja (mišljenja ministarstava i drugih državnih organa)
- Objašnjenja uprave carina
- Sudsku praksu (domaću – sudova opštih i posebnih nadležnosti kao i stranu – Evropskog suda za ljudska prava)
- Modele (ugovora, podnesaka u sudskim postupcima, podnesaka kod upisa u registar pravnih lica, opštih akata)
- Evropsko zakonodavstvo
- Carinsku tarifu
- Paragraf Info (dnevne novine)
- Pravni instruktor (časopis)
- Paragraf E-press (časopis)
- Budžetski instruktor (časopis)
- Poresko-računovodstveni instruktor (časopis)
- Carinski instruktor (časopis)
- Instruktor za finansijsko poslovanje (časopis)
- Kamatni kalkulator
- Kalkulator sudskih taksi

## Spoljašnje veze
- Zvanična internet stranica
- Facebook stranica